# 半月拟川蟹
半月拟川蟹（学名：Pararanguna semilunatum）为溪蟹科拟川蟹属的动物。在中国大陆，分布于云南等地，多生活于海拔1500米左右的山沟小溪的石下或岸旁的洞穴中、为沙石底。